# Ancienne caserne Stengel
L'ancienne caserne Stengel est un immeuble du centre-ville d'Amiens, dans le département de la Somme. Elle est située dans le quartier Saint-Jacques.

## Historique
De 1768 à 1773, fut construite à l'emplacement de l'ancien hôtel de Cerisy, la caserne des gardes du corps du roi de la compagnie de Luxembourg. Cette caserne prit par la suite le nom de Stengel.
Les plans furent établis par l'ingénieur d'origine écossaise Oudot de Maclaurin et la direction des travaux fut assurée par l'ingénieur hydraulicien de la ville d'Amiens, Jumel-Riquier.
Victime des bombardements allemands du 19 mai 1940, seule la façade subsista, elle fut restaurée en 1968. La façade est protégée au titre des monuments historiques : classement par arrêté du 2 juin 1966. On reconstruisit le bâtiment qui est devenu depuis un immeuble de rapport.

## Caractéristiques
Il ne reste de cette caserne que la façade du XVIIIe siècle construite en pierre blanche. D'une grande sobriété, la façade est terminée par deux avant-corps légèrement en saillie. Les fenêtres du rez-de-chaussée sont surmontées d'un fronton triangulaire de même que la fenêtre centrale du premier étage située au-dessus de la porte d'entrée. 
De chaque côté de cette fenêtre, des trophées militaires ont été sculptés en haut-relief par François Cressent Ils représentent des armes, des étendards, des instruments de musique (tambours, trompettes...) sculptés en demi relief.